# Fernando Ferro
Fernando Dantas Ferro (Bom Conselho, 5 de setembro de 1951) é um político brasileiro. É ex-deputado federal pelo Partido dos Trabalhadores do estado de Pernambuco.

## Biografia
Filho de Linduarte Oliveira Ferro e Eudorica Dantas Ferro, Fernando Ferro se formou em engenharia elétrica pela Universidade Federal de Pernambuco (UFPE) em 1975 e fez pós-graduação em sistemas elétricos de potência pela Universidade Federal de Itajubá (UNIFEI), em Minas Gerais, em 1978.
Sua vida política teve início em 1974 quando se filiou ao Movimento Democrático Brasileiro (MDB), onde permaneceu até 1980, quando se tornou um dos fundadores do Partido dos Trabalhadores (PT). Hoje é secretário de meio ambiente do PT e líder do partido na Câmara dos Deputados em Brasília.
Serviu de inspiração para que o jornalista Paulo Henrique Amorim, cunhasse o termo Partido da imprensa golpista, em referência à mídia corporativa.
Sua filha, Flávia Ferro, foi candidata ao cargo de vereadora pela cidade do Recife em 2008, mas recebeu apenas 914 votos, não conseguindo se eleger.
Nas Eleições de 2014, não conseguiu se reeleger para o sexto mandato de deputado federal 
- vereador, 1993-1994, PT
- deputado federal, 1995-1999, PT
- deputado federal, 1999-2003, PT
- deputado federal, 2003-2007, PT
- deputado federal, 2007-2011, PT
- deputado federal, 2011-2014, PT

Nas eleições municipais de 2020, foi candidato a vereador pelo PT. No entanto, obtendo apenas 4.226 votos, ficou como segundo suplente de seu partido.
Nas eleições de 2022, voltou a ser candidato a deputado federal e novamente não conseguiu ser eleito. Obteve 38.943 votos e ficou como segundo suplente do seu partido (PT). 